# الکساندر تراین
الکساندر تراین (روسی: Александр Константинович Травин؛ ۲۳ ژوئیه ۱۹۳۷ – ۱۵ فوریه ۱۹۸۹ (aged 51)) ورزشکار بسکتبال اهل اتحاد جماهیر شوروی سوسیالیستی بود.
از باشگاه‌هایی که در آن بازی کرده‌است می‌توان به باشگاه بسکتبال زسکا مسکو اشاره کرد.
وی در مسابقات کشوری و بین‌المللی در مجموع برندهٔ ۳ مدال طلا، ۱ مدال نقره، ۱ مدال برنز شده‌است.